# Верхнедвинский район
Верхнедвинский район (бел. Верхнядзві́нскі раён) — административная единица на северо-западе Витебской области Республики Беларусь. Административный центр — город Верхнедвинск.
Численность населения — 18 305 человек (на 1 января 2025 года).

## География

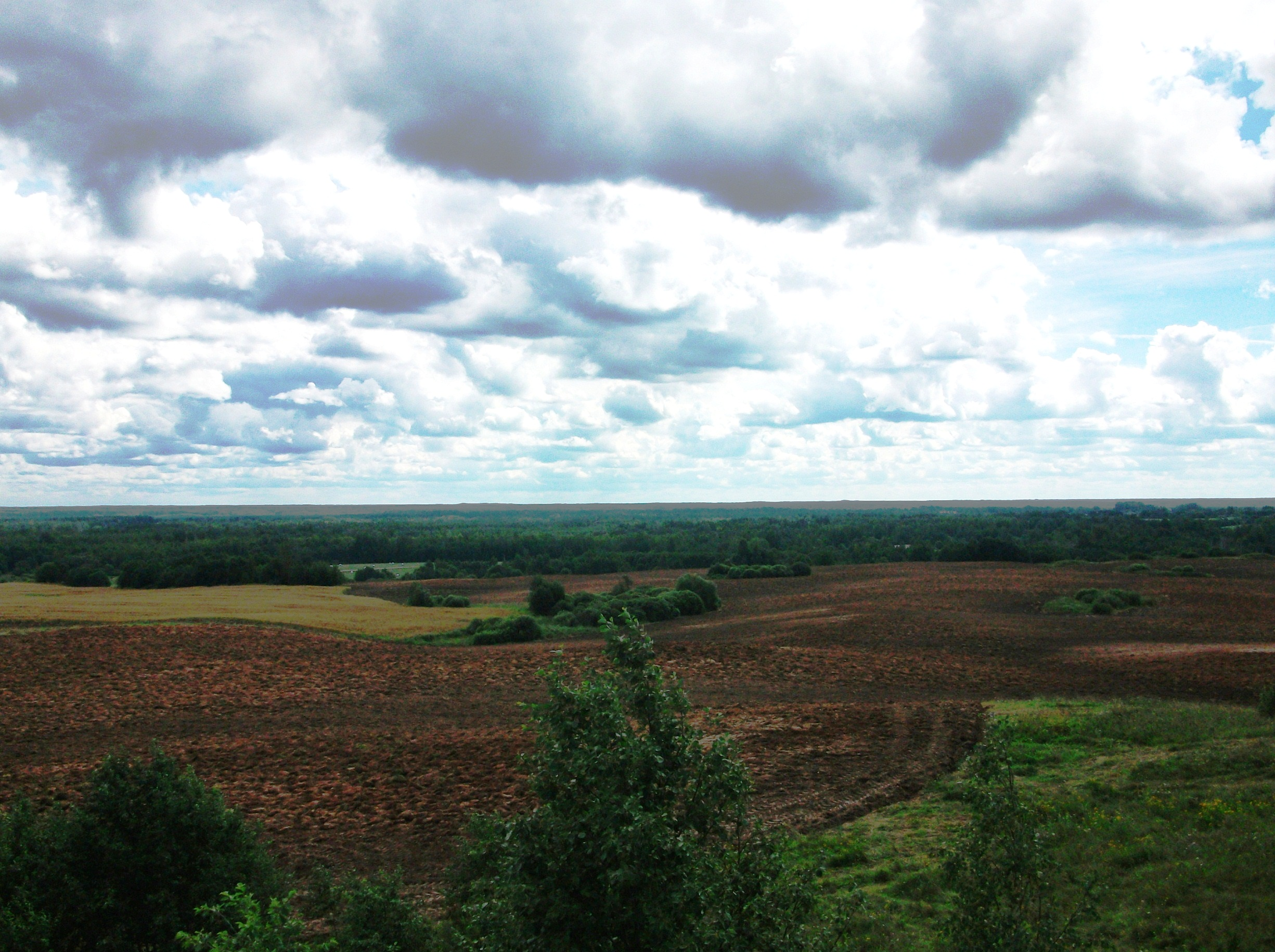
Панорама просторов Верхнедвинского района с его высшей точки — горы Городиловичской

Большая часть территории района относится к Латгальской возвышенности. Территория — 2140 км². Основные реки — Западная Двина и её притоки Сарьянка, Ужица, Росица, Дрисса. Насчитывается 25 озёр, самые большие — Освейское, Лисно, Белое, Изубрица, Страдно, Стрелковское. Наиболее крупные болотные массивы — Освейское, Крупец, Тятно, Кревники. На западе от деревни Городиловичи находится самая высокая точка района — 191,8 метра над уровнем моря.
Верхнедвинский район граничит с Миорским районом на юге (по Западной Двине), Полоцким районом на юго-востоке, Россонским районом на востоке, Россией на севере и Латвией на западе. Ряд населённых пунктов Бигосовского, Освейского и Сарьянского сельсоветов находятся в пограничной зоне, для которой Государственный пограничный комитет Республики Беларусь устанавливает особый режим посещения.

## Геральдика
Герб принят решением Верхнедвинского районного Совета депутатов от 28 июня 2002 года № 85. Зарегистрирован в Гербовом матрикуле Республики Беларусь 26 июля 2002 года № 94.
Флаг учреждён Указом Президента Республики Беларусь от 28 февраля 2011 года № 86 и зарегистрирован в Государственном геральдическом регистре 15 марта 2011 года № Б-188. Одобрен решением Верхнедвинского районного Совета депутатов от 16 октября 2009 года № 110.

## История
Исторические источники свидетельствуют, что заселение Верхнедвинщины началось в эпоху мезолита. Эти территории впоследствии были заселены балтскими, а на Освейщине и угро-финскими племенами, ассимилироваными уже в нашем тысячелетии славянами — кривичами. Об этом говорят названия многих населённых пунктов, рек, озёр, урочищ.
В средние века эти земли входили в состав Полоцкого Княжества и Великого княжества Литовского, становилось ареной многочисленных войн.
В годы Отечественной войны 1812 года при лагере, созданном у города Дриссы и занимавшем территорию около 14 км², находился штаб первой русской армии Барклая-де-Толли.
Район образован в 17 июля 1924 года; назывался Дриссенским, до 1930 года входил в состав Полоцкого округа (упразднён в 26 июля 1930 года). В 1935—1938 годах входил в состав воссозданного Полоцкого пограничного округа. В 1938 году вошёл в Витебскую область, в 1944—1954 годах — в составе Полоцкой области. Северную часть современной территории района в 1924—1959 годах занимал Освейский район. 25 декабря 1962 года в связи с переименованием города Дрисса в Верхнедвинск получил современное название.
В годы Великой Отечественной войны регион понёс значительные людские потери. В ходе карательной антипартизанской операции, проведённой прибалтийскими и украинскими коллаборационистами в период с 16 февраля до начала апреля 1943 года, в Верхнедвинском районе погибла треть довоенного населения, в Освейском районе — более половины. В СССР события получили название «Освейская трагедия».
25 декабря 1962 года в Белорусской ССР образован Верхнедвинский район с центром в городе Дрисса, в состав Верхнедвинского района передан Дриссенский район, Клястицкий сельский Совет, за исключением деревни Замошье, Ровнопольский, Соколищенский и Юховичский сельские Советы Россонского района. 6 января 1965 года они были возвращены вновь образованному Россонскому району.
25 декабря 1962 года город Дрисса переименован в Верхнедвинск.
20 октября 1995 года административные единицы Верхнедвинский район и город Верхнедвинск, имеющие общий административный центр, объединены в одну административную единицу — Верхнедвинский район.
29 апреля 2004 года упразднены сельсоветы: Сеньковский, Голубовский.
Указом Президента Республики Беларусь от 5 апреля 2021 года № 136 "Об административно-территориальном устройстве Витебской, Гомельской и Могилёвской областей" произведено уточнение границ областей и районов.
В результате изменения границ районов в Едином реестре административно-территориальных и территориальных единиц Республики Беларусь с 1 июня 2021 года была произведена регистрация административного подчинения хутора Доброплёсовский Клястицкого сельсовета Россонского района Витебской области в Освейский сельсовет Верхнедвинского района Витебской области.
Верхнедвинский район (среди районов) признан победителем соревнования и занесен на Республиканскую доску почёта за достижение в 2024 году высоких результатов в сфере социально-экономического развития (вместе с Жабинковским районом, Сморгонским районом, Минским районом и Несвижским районом).

## Административное устройство
В районе расположен город Верхнедвинск, городской посёлок Освея и 9 сельсоветов, включающие 256 сельских населённых пунктов:
| № | Сельсоветы     | Административный центр  | Количество населённых пунктов | Население (год) | Площадь, км2 |
| - | -------------- | ----------------------- | ----------------------------- | --------------- | ------------ |
| 1 | Бельковщинский | агрогородок Бельковщина | 32                            | 2298 (2019)     |              |
| 2 | Бигосовский    | агрогородок Бигосово    | 24                            | 1900 (2019)     |              |
| 3 | Борковичский   | агрогородок Борковичи   | 30                            | 1957 (2019)     |              |
| 4 | Волынецкий     | агрогородок Волынцы     | 34                            | 1548 (2019)     |              |
| 5 | Дерновичский   | деревня Дерновичи       | 24                            | 706 (2019)      |              |
| 6 | Кохановичский  | агрогородок Кохановичи  | 25                            | 1172 (2019)     |              |
| 7 | Освейский      | городской посёлок Освея | 49                            | 1778 (2019)     |              |
| 8 | Сарьянский     | агрогородок Сарья       | 23                            | 1034 (2019)     |              |
| 9 | Шайтеровский   | агрогородок Шайтерово   | 14                            | 1057 (2019)     |              |

Упразднённые сельсоветы:
- Сеньковский[14]
- Голубовский[14]
- Чапаевский

## Демография
Численность населения — 18 305 человек (на 1 января 2025 года), в том числе городское — 7 687 человек (Верхнедвинск — 6 771 человек, Освея — 916 человек), сельское — 10 618 человек.
Население района составляет 19 032 человек (на 1 января 2023 года), в том числе в городских населённых пунктах (город Верхнедвинск с населением 6 883 человек, городской посёлок Освея, где проживают 963 человек) живут 7 846 человек и 11 186 человек в 265 сельских населённых пунктах. Около 90 % населения составляют белорусы, более 7 % — русские. Проживают также украинцы, поляки, евреи, латыши, литовцы и представители других национальностей. Плотность населения — 10,5 человек на 1 км².
| Численность населения | Численность населения | Численность населения | Численность населения | Численность населения | Численность населения | Численность населения | Численность населения | Численность населения |
| 1970                  | 1979                  | 1989                  | 1996                  | 2001                  | 2002                  | 2003                  | 2004                  | 2005                  |
| --------------------- | --------------------- | --------------------- | --------------------- | --------------------- | --------------------- | --------------------- | --------------------- | --------------------- |
| 38 360                | ▼34 549               | ▼32 235               | ▼32 074               | ▼29 736               | ▼29 135               | ▼28 559               | ▼28 011               | ▼27 292               |
| 2006                  | 2007                  | 2008                  | 2009                  | 2010                  | 2011                  | 2012                  | 2013                  | 2014                  |
| ▼26 580               | ▼25 920               | ▼25 413               | ▼24 974               | ▼24 580               | ▼24 053               | ▼23 480               | ▼23 016               | ▼22 609               |
| 2015                  | 2016                  | 2017                  | 2018                  | 2019                  | 2020                  | 2021                  | 2022                  | 2023                  |
| ▼22 162               | ▼21 816               | ▼21 425               | ▼21 108               | ▼20 724               | ▼20 369               | ▼19 998               |                       | ▼19 032               |
| 2024                  | 2025                  |                       |                       |                       |                       |                       |                       |                       |
|                       | ▼18 305               |                       |                       |                       |                       |                       |                       |                       |

| Национальный состав по переписи 2019 года                          | Национальный состав по переписи 2019 года | Национальный состав по переписи 2019 года | Национальный состав по переписи 2019 года | Национальный состав по переписи 2019 года | Национальный состав по переписи 2019 года | Национальный состав по переписи 2019 года | Национальный состав по переписи 2019 года | Национальный состав по переписи 2019 года | Национальный состав по переписи 2019 года | Национальный состав по переписи 2019 года | Национальный состав по переписи 2019 года | Национальный состав по переписи 2019 года | Национальный состав по переписи 2019 года | Национальный состав по переписи 2019 года |
| Всего (2019)                                                       | белорусы                                  | белорусы                                  | русские                                   | русские                                   | украинцы                                  | украинцы                                  | поляки                                    | поляки                                    | армяне                                    | армяне                                    | латыши                                    | латыши                                    | евреи                                     | евреи                                     |
| ------------------------------------------------------------------ | ----------------------------------------- | ----------------------------------------- | ----------------------------------------- | ----------------------------------------- | ----------------------------------------- | ----------------------------------------- | ----------------------------------------- | ----------------------------------------- | ----------------------------------------- | ----------------------------------------- | ----------------------------------------- | ----------------------------------------- | ----------------------------------------- | ----------------------------------------- |
| 20 490                                                             | 18 433                                    | 89,96%                                    | 1508                                      | 7,36%                                     | 284                                       | 1,39%                                     | 90                                        | 0,44%                                     | 29                                        | 0,14%                                     | 29                                        | 0,14%                                     | 12                                        | 0,07%                                     |
|                                                                    |                                           |                                           |                                           |                                           |                                           |                                           |                                           |                                           |                                           |                                           |                                           |                                           |                                           |                                           |
| Национальный состав по переписи 2009 года                          |                                           |                                           |                                           |                                           |                                           |                                           |                                           |                                           |                                           |                                           |                                           |                                           |                                           |                                           |
|                                                                    | белорусы                                  | белорусы                                  | русские                                   | русские                                   | украинцы                                  | украинцы                                  | поляки                                    | поляки                                    | армяне                                    | армяне                                    | латыши                                    | латыши                                    | евреи                                     | евреи                                     |
| Всего                                                              | 22 222                                    | 90,06%                                    | 1822                                      | 7,38%                                     | 281                                       | 1,14%                                     | 95                                        | 0,39%                                     | 41                                        | 0,17%                                     | 33                                        | 0,13%                                     | 22                                        | 0,09%                                     |
| городское                                                          | 7845                                      | 90,33%                                    | 644                                       | 7,42%                                     | 92                                        | 1,06%                                     | 33                                        | 0,38%                                     | 15                                        | 0,17%                                     | 9                                         | 0,1%                                      | 16                                        | 0,18%                                     |
| сельское                                                           | 14 377                                    | 89,91%                                    | 1178                                      | 7,37%                                     | 189                                       | 1,18%                                     | 62                                        | 0,39%                                     | 26                                        | 0,16%                                     | 24                                        | 0,15%                                     | 6                                         | 0,04%                                     |
|                                                                    |                                           |                                           |                                           |                                           |                                           |                                           |                                           |                                           |                                           |                                           |                                           |                                           |                                           |                                           |
| Национальный состав по переписи 1959 года (всего — 39 508 человек) |                                           |                                           |                                           |                                           |                                           |                                           |                                           |                                           |                                           |                                           |                                           |                                           |                                           |                                           |
|                                                                    | белорусы                                  | белорусы                                  | русские                                   | русские                                   | евреи                                     | евреи                                     | украинцы                                  | украинцы                                  | поляки                                    | поляки                                    | татары                                    | татары                                    |                                           |                                           |
| Всего                                                              | 36 645                                    | 92,75%                                    | 2060                                      | 5,21%                                     | 297                                       | 0,75%                                     | 236                                       | 0,6%                                      | 125                                       | 0,32%                                     | 16                                        | 0,04%                                     |                                           |                                           |

В 2018 году 16,3% населения района было в возрасте моложе трудоспособного, 51,8% — в трудоспособном, 31,9% — старше трудоспособного. В 2017 году коэффициент рождаемости составил 11,1 на 1000 человек (один из самых высоких показателей в Витебской области), коэффициент смертности — 20,5 (средние коэффициенты рождаемости и смертности по Витебской области — 9,6 и 14,4, по Республике Беларусь — 10,8 и 12,6). В 2017 году в районе родилось 238 и умерло 440 человек. Сальдо внутренней миграции отрицательное (в 2017 году — -69 человек).
В 2017 году в районе было заключено 150 браков (7 на 1000 человек; один из самых высоких показателей в Витебской области) и 56 разводов (2,6 на 1000 человек); средние показатели по Витебской области — 6,4 и 3,4 на 1000 человек, по Республике Беларусь — 7 и 3,4 на 1000 человек соответственно.

## Политика
Результатом многолетних контактов с прибалтийскими государствами стало образование в 1998 году Еврорегиона «Озерный край», объединяющего приграничные районы Латвии, Литвы и Беларуси. За 5 лет существования Еврорегиона выработана совместная стратегия приграничного сотрудничества в области экономики и социальной сферы, налажен информационный и культурный обмен. Ветераны и молодежь приграничных регионов Беларуси, России и Латвии ежегодно встречаются на Кургане Дружбы.

## Экономика
Средняя зарплата в районе составляет 98,4% от среднего уровня по Витебской области (2017 год). В 2017 году в районе было зарегистрировано 77 микроорганизаций и 12 малых организаций. В 2017 году 13,8% организаций района были убыточными (в 2016 году — 7,2%). В 2015—2017 годах в реальный сектор экономики района поступило около 2 млн долларов иностранных инвестиций (100% прямых). В 2017 году предприятия района экспортировали товаров на сумму 32,1 млн долларов, импортировали на 4,3 млн долларов (сальдо — почти 28 млн долларов).
Выручка предприятий и организаций района от реализации продукции, товаров, работ, услуг за 2017 год составила 266,5 млн рублей (около 133 млн долларов), в том числе 79,4 млн рублей пришлось на сельское, лесное и рыбное хозяйство, 146,1 млн на промышленность, 4,9 млн на строительство, 33,9 млн на торговлю и ремонт.

### Сельское хозяйство
Ведущая роль в экономике района принадлежит сельскому хозяйству. В настоящее время в районе функционируют 12 сельскохозяйственных производственных кооперативов, 6 сельхозпредприятий, созданы 15 фермерских хозяйств. Предприятия специализируются на производстве мясо-молочной продукции.
Под зерновые культуры в 2017 году было засеяно 19,2 тыс. га пахотных площадей, под кормовые культуры — 18,6 тыс. га, под лён — 1,1 тыс. га. Валовой сбор зерновых и зернобобовых в 2017 году составил 57,3 тыс. т (средняя урожайность — 30,5 ц/га), сбор льноволокна составил 678 т.
На 1 января 2018 года в сельскохозяйственных организациях района (без учёта фермерских и личных хозяйств населения) содержалось 37,6 тыс. голов крупного рогатого скота (в том числе 11,4 тыс. коров), 20,7 тыс. свиней. За 2017 год было произведено 7976 т мяса (в убойном весе) и 59 325 т молока. По производству молока Верхнедвинский район занимает третье место в Витебской области, по среднему удою молока от коровы (5234 кг) — второе место, незначительно уступая Витебскому району (5253 кг).

### Промышленность
Работает[когда?] 9 предприятий, которые занимаются выпуском швейных и столярных изделий, пиломатериалов, льноволокна, изделий из пластмасс, ремонтом сельскохозяйственной техники, производят масло животное, сыры, кондитерские и хлебобулочные изделия.
Крупнейшие предприятия:
- ОАО «Инвет» (ранее — «Зооветинструмент»), деревня Бигосово (производит изделия из пластмасс хозяйственного, санитарно-технического, зоотехнического, потребительского назначения);
- ОАО «Верхнедвинский льнозавод» (первичная обработка льна);
- ОАО «Верхнедвинский маслосырзавод», деревня Янино (масло, сыры);
- Верхнедвинское производство филиала «Полоцкий хлебозавод» ОАО «Витебскхлебпром»;
- КУП «Верхнедвинский завод столярных изделий»;
- Верхнедвинское ГРУПП ЖКХ.

Предприятия пищевой промышленности производят более 75% промышленной продукции района.

### Торговля
Основной организацией, обеспечивающей торговое обслуживание населения, является потребкооперация, удельный вес которой в розничном товарообороте занимает 66 %. В её состав входят 86 торговых предприятий, 7 автомагазинов, 11 производственных цехов, 28 предприятий общественного питания. В сфере торговли работают 120 предпринимателей.

### Транспорт
По району проходят: железная дорога Витебск — Полоцк — Даугавпилс, а также автодороги Витебск — Полоцк — граница Латвии, Козьяны — Шарковщина — Миоры — Верхнедвинск — Кострово (граница с Россией).

### Мосты
Мост через реку Западная Двина на границе Верхнедвинского и Миорского районов:
- высота: от уровня меженных вод до проезжей части составляет 25 м;
- длина: 280,6 м.

## Здравоохранение
В 2017 году в учреждениях Министерства здравоохранения Республики Беларусь насчитывалось 45 практикующих врачей (21,1 в пересчёте на 10 тысяч человек; средний показатель по Витебской области — 37, по Республике Беларусь — 40,5) и 206 средних медицинских работников. В лечебных учреждениях района насчитывалось 154 больничных койки (72,3 в пересчёте на 10 тысяч человек; средний показатель по Витебской области — 80,5, по Республике Беларусь — 80,2).

## Культура и образование

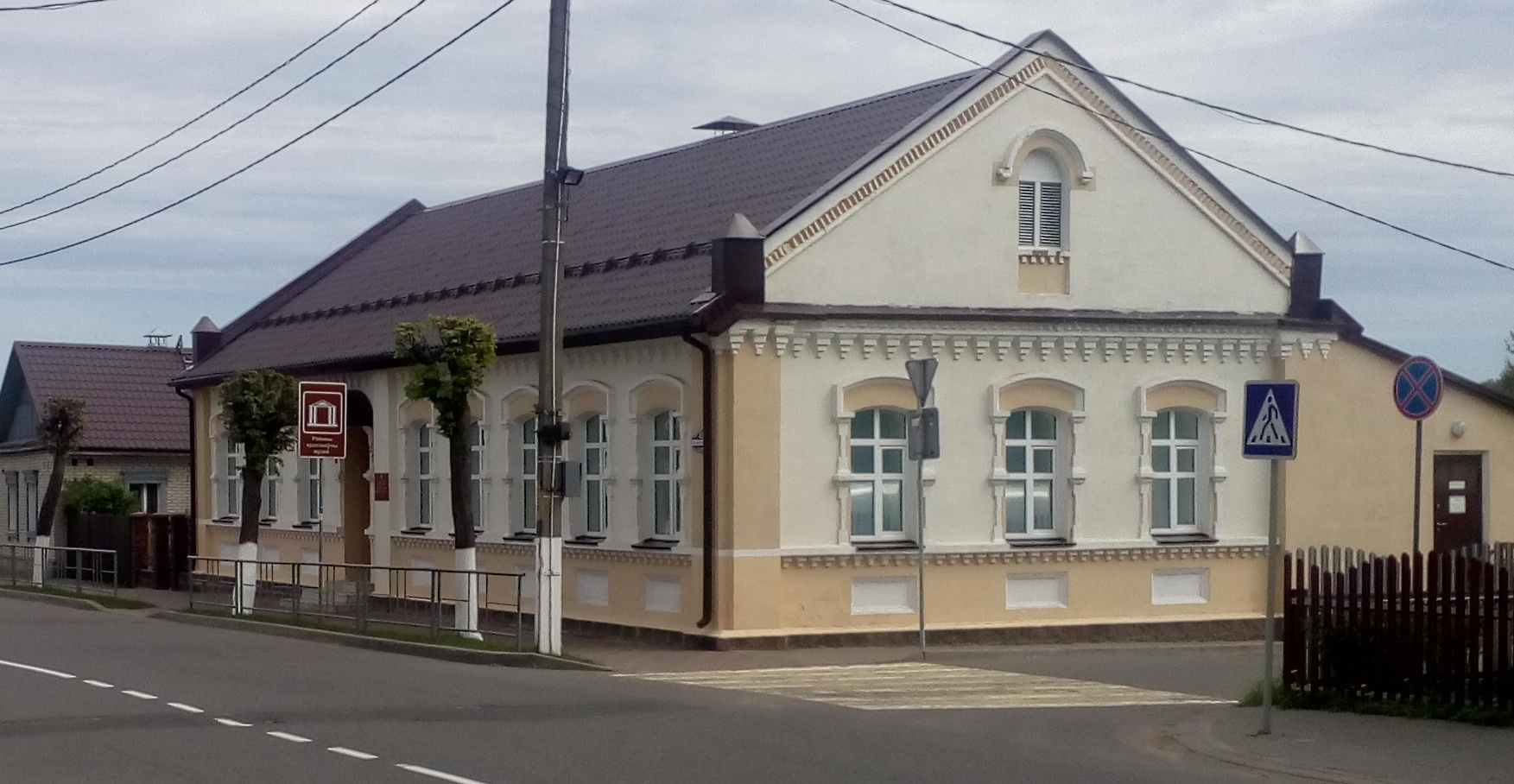
Верхнедвинский историко-краеведческий музей

В городе имеется одна общеобразовательная школа № 2 и одна гимназия (ранее — средняя школа № 3). Школа № 1 была расформирована в начале 2010-х гг. из-за снижения числа учащихся и отсутствия соответствующего здания (школа располагалась в приспособленном здании XIX века). Население района обслуживают 27 клубных учреждений, 4 музыкальные школы, Дом ремесел, 35 библиотек, 11 коллективов художественной самодеятельности и клубов по интересам носят звание «народный», 4 детских коллектива — звание «образцовый».
В 2017 году в районе действовало 19 учреждений дошкольного образования (включая комплексы «детский сад — школа») с 924 детьми. В 2017/2018 учебном году действовало 14 учреждений общего среднего образования, в которых обучалось 2095 учеников. Учебный процесс в школах обеспечивали 283 учителя.
В агрогородке Борковичи до 2016 года действовал Борковичский государственный профессиональный лицей сельскохозяйственного производства, в котором готовили специалистов по 6 специальностям.
В районе действует Верхнедвинский историко-краеведческий музей с филиалом — Волынецкий краеведческий музей имени И. Д. Черского. В музее насчитывается 7,1 тыс. музейных предметов основного фонда. В 2016 году музей посетили 7,5 тыс. человек.

## Религия
В районе зарегистрировано 9 православных общин, 7 католических, 3 общины христиан веры евангельской (пятидесятников), 1 община евангельских христиан-баптистов. Действуют 4 пятидесятнические воскресные школы, 2 православных, 1 католическая. Православные и католические священнослужители приглашаются на сельскохозяйственные праздники, дни работников сельского хозяйства и перерабатывающей промышленности.
Ежегодно 8 июля в агрогородке Сарья проводится «День семьи, любви и верности», организованный Полоцкой и Глубокской православной епархией. В деревне Росица дважды в год проходят дни памяти убитых в 1943 году ксендзов Юрия Каширы и Антония Лещевича — католических мучеников, беатифицированных Иоанном Павлом II.

## Достопримечательности

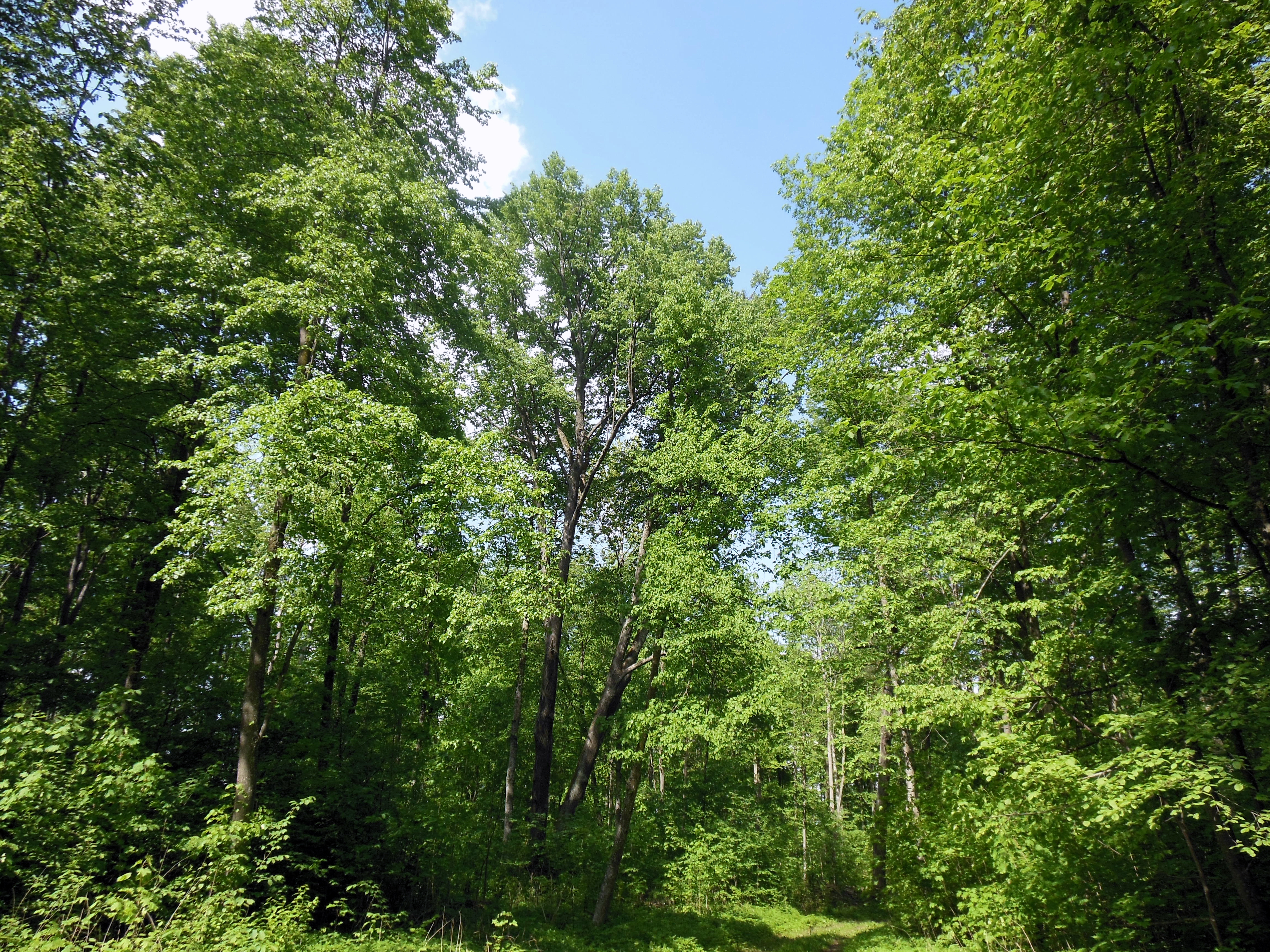
Парк в аг. Сарья

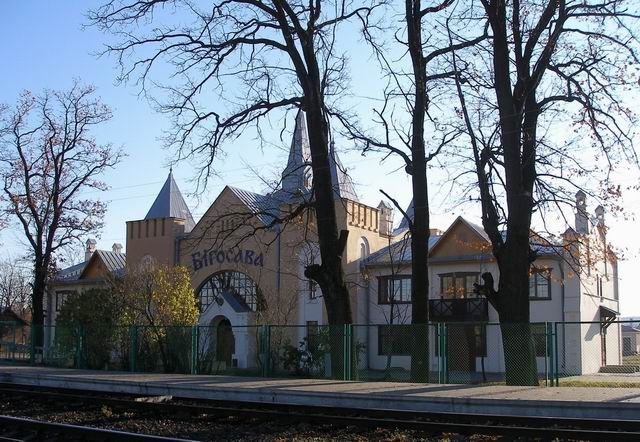
Железнодорожный вокзал в Бигосово

На территории района расположено 30 памятников археологии, среди них городищи Абрамово, Барсуки, Княжицы. Сохранились памятники архитектуры XVIII-XIX веков в деревнях Бигосово, Опытная, Росица, Сарья. Возле деревни Прошки на границе Беларуси, России и Латвии насыпан Курган Дружбы.
Совместно с Себежским национальным парком разработана первая в Беларуси и России трансграничная водная экологическая тропа "Торговый путь купца Новицкого".
- Церковь Успения Пресвятой Богородицы в Сарья
- Около деревни Абрамово находятся городище и курганные могильники разных эпох[58].
- Железнодорожный вокзал в Бигосово.
- Памятный знак на месте деревни Ардавские[59], сожжённой в годы войны.
- Памятный знак на месте деревни Бузово, сожжённой в годы войны.
- Мемориальный комплекс «Курган Дружбы». На белорусской стороне установлена Звезда — памятник подпольной молодёжной организации деревни Прошки. Организован мемориальный дом-музей «Дружба» и воссозданная партизанская землянка, открытые 5 июля 1964 года, рассказывающие о боевых партизанских делах трёх народов.

### Памятник природы, заказник
- Заказник «Освейский»
- Парк при бывшем имении Лопатинских (находится редкая в Беларуси сосна Веймутова) в аг. Сарья